# Église Saint-Agnan de Saint-Agnan
L'église Saint-Agnan est une église située à Vallées-en-Champagne dans la commune déléguée de Saint-Agnan, en France.

## Localisation
L'église est située sur la commune de Saint-Agnan, dans le département de l'Aisne.

## Historique
Cette église date des XIIe, XIIIe  et  XVIe siècles.
Le monument est inscrit au titre des monuments historiques en 1928.